# Vliv člověka na životní prostředí

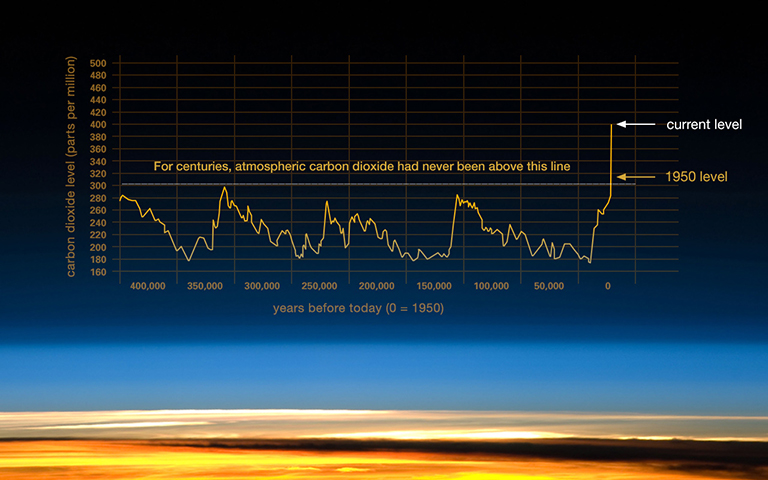
Úroveň oxidu uhličitého v atmosféře za posledních 400 000 let (diagram od NASA)

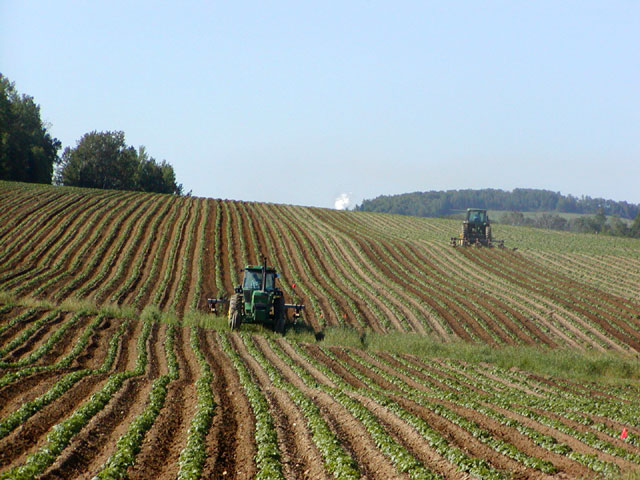
Zemědělská monokultura neudrží vodu a způsobuje odplavování a erozi zemědělské půdy. Chemická hnojiva, pesticidy, herbicidy, fungicidy, insekticidy a rodenticidy mají dalekosáhlé následky na kvalitu a vlastnosti půdy, podzemních vod a vodních toků, množství živočichů a rostlin; viz degradace půd, půdní biologie

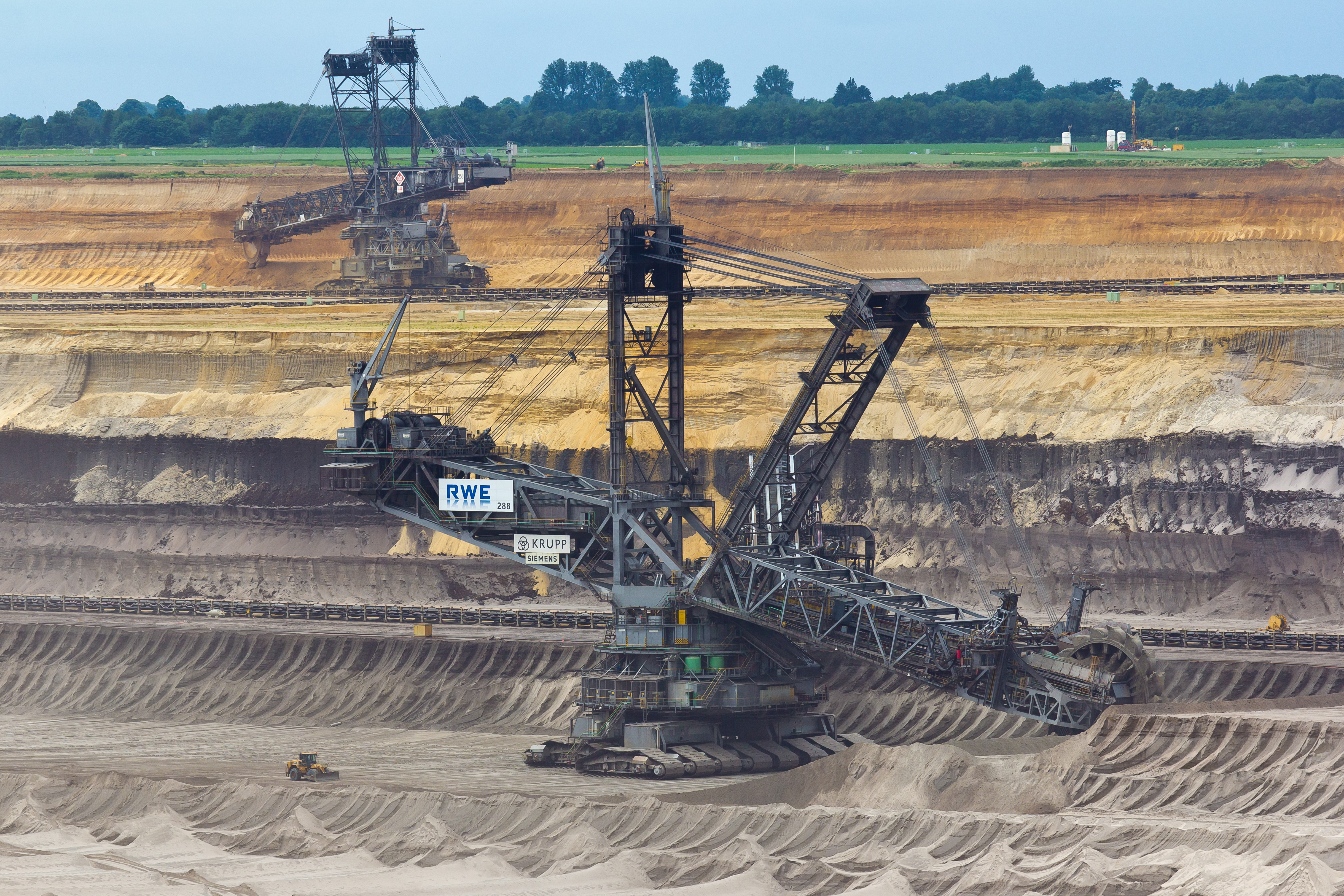
Povrchové dolování kompletně odstraní přirozenou krajinu: viz těžební průmysl a životní prostředí

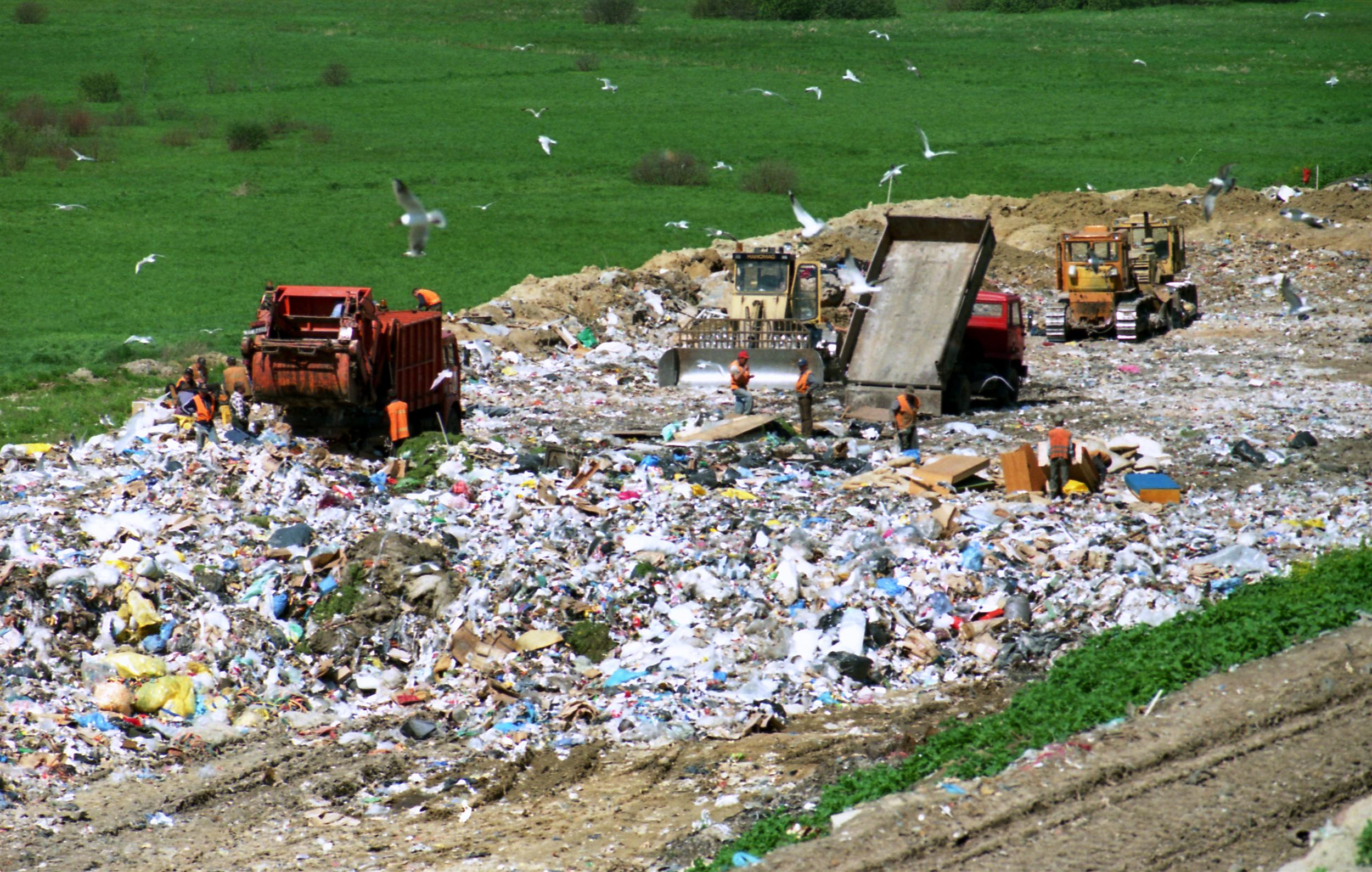
Skládka netříděného odpadu

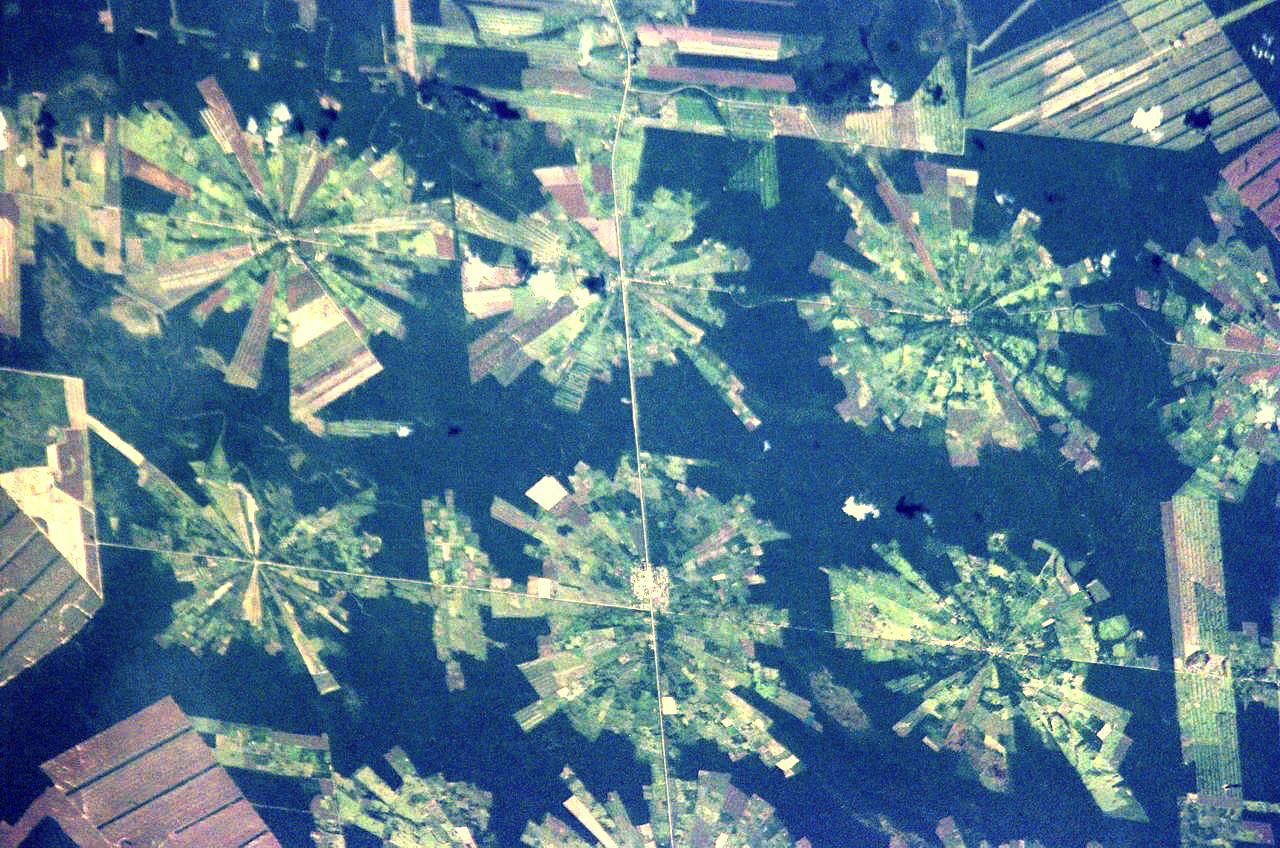
Odlesňování deštného pralesa za účelem rozšiřování zemědělských ploch

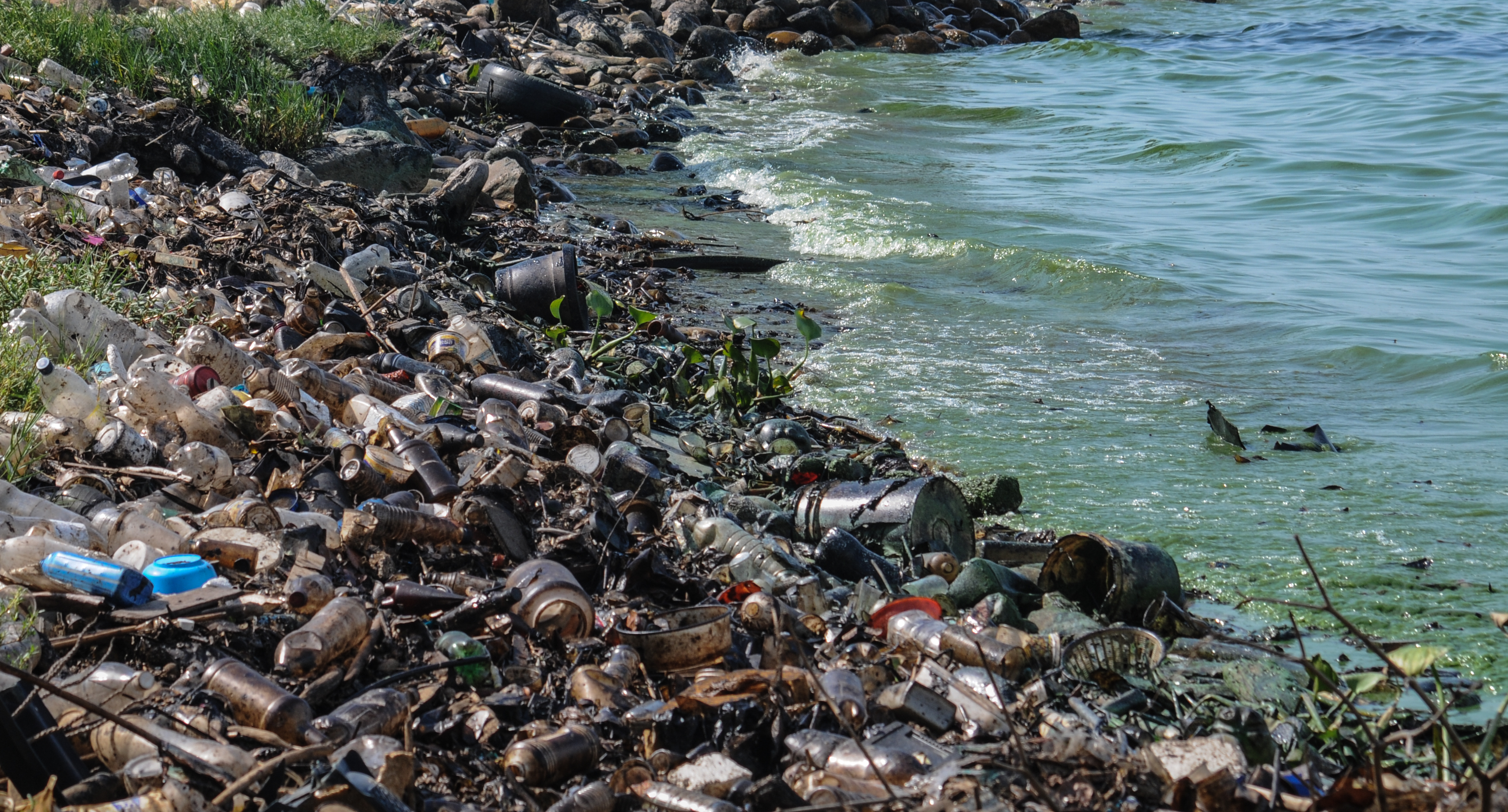
Odpadem znečištěný oceán je zanešen mikroplasty, jež jsou pozřeny organizmy a rybami, které jsou loveny k potravě pro člověka

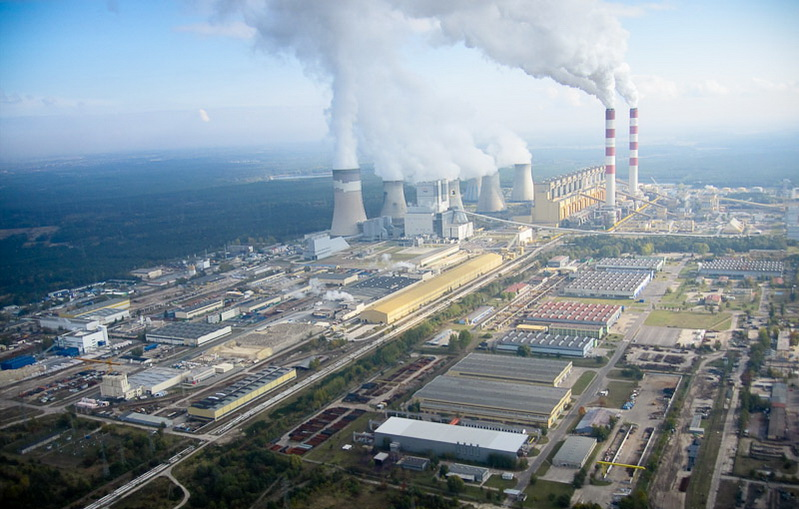
Spalováním fosilních paliv a dalšími aktivitami člověk zvýšil koncentraci uxidu uhličitého v atmosféře na nejvyšší míru za posledních 800 000 až 20 milionů let, čímž způsobuje změnu klimatu a globální oteplování.

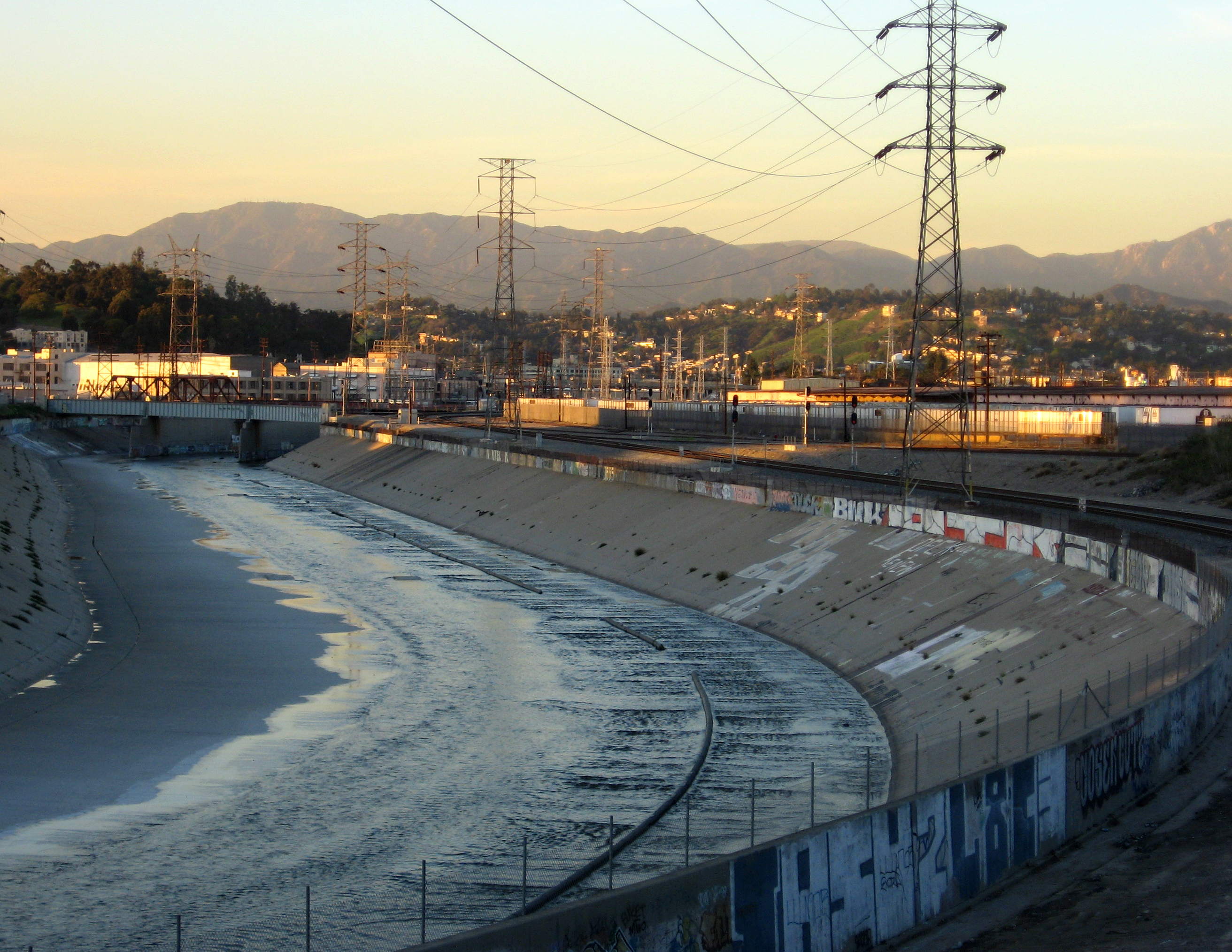
Narovnávání řek a inženýrská úprava koryt zabraňuje přirozeným meandrům, snižuje množství vody zadržené v krajině a zrychluje její odtok, čímž zesiluje nárazovou intenzitu sucha i záplav.

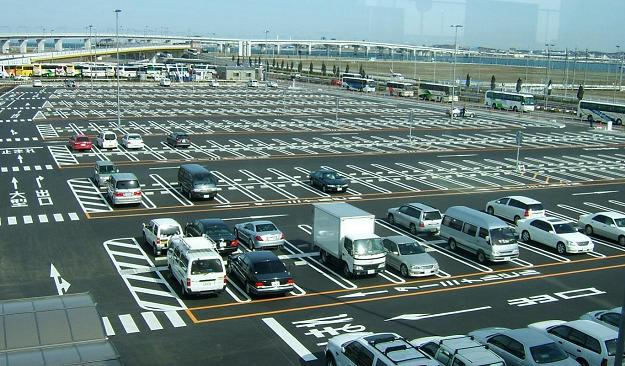
Vybetonované plochy bez opatření pro vsakování vody jsou bariérou pro koloběh vody.

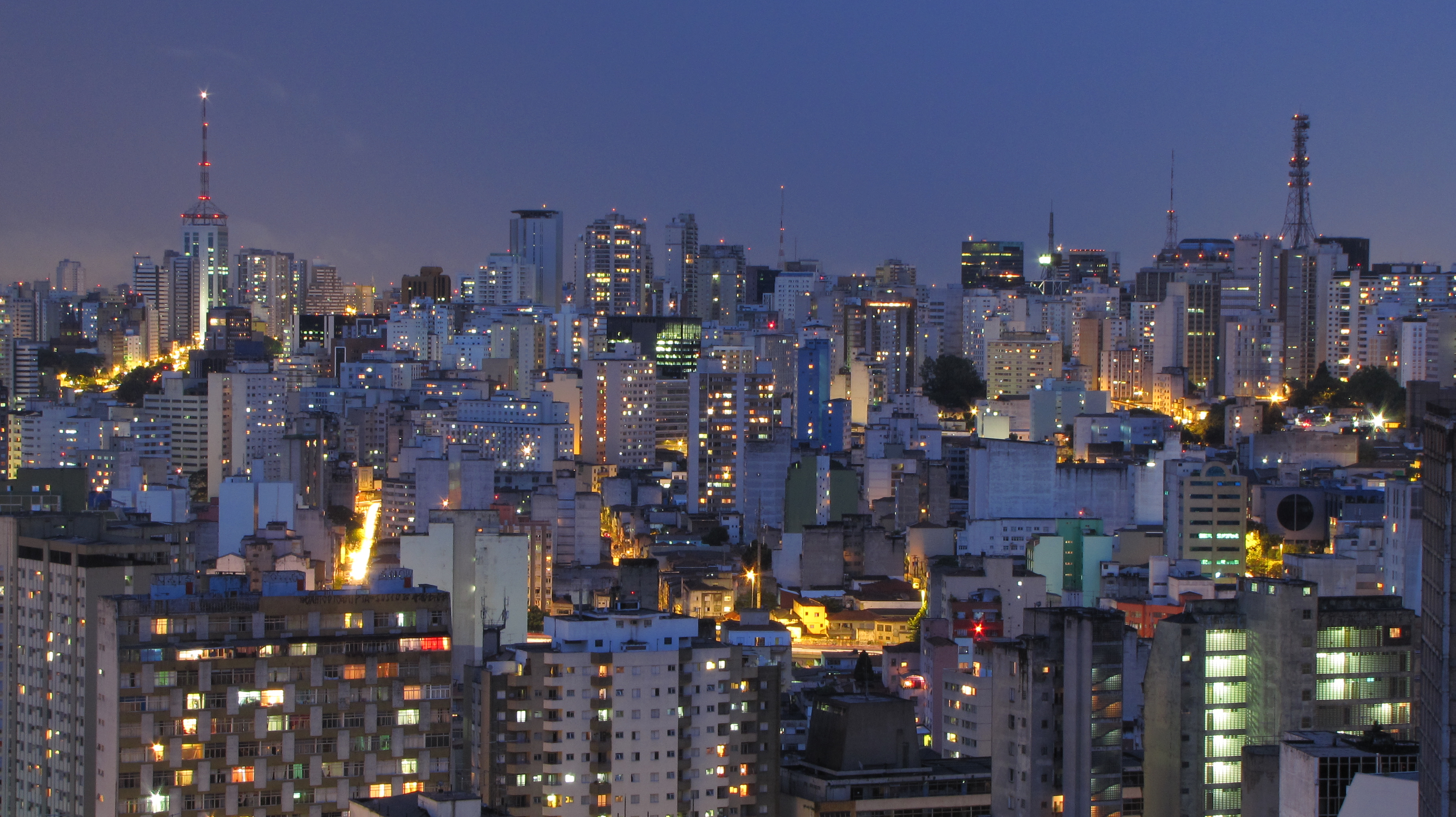
Člověkem vytvořené prostředí

Vliv člověka na životní prostředí nebo antropogenní vliv na životní prostředí jsou změny v životním prostředí, ekosystémech, biodiverzitě a přírodních zdrojích způsobené přímo nebo nepřímo člověkem, jako jsou globální oteplování, environmentální degradace (např. okyselování oceánů), hromadné vymírání organizmů, ztráta biodiverzity mimo jiné.
Člověkem jsou zásadně ovlivněny všechny krajinné sféry Země (zejm. hydrosféra, atmosféra, biosféra či pedosféra). S termínem antropogenní se proto lze nejčastěji setkat ve vědních oborech, které mají vazbu na životní prostředí, jako jsou např. ekologie, environmentalistika, geografie, biologie, chemie a mnohé další.

## Příčiny
- Přelidnění, nedostatečná sociální spravedlnost,[12] nadměrné využívání přírodních zdrojů, nadměrná spotřeba, fyzický odpad
- Neudržitelný systém světové ekonomiky
- Zemědělství, lesnictví
  - Odlesňování
  - Monokultura
  - Zavlažování
  - Výroba masa (viz dopad produkce masa na životní prostředí)
  - Rybolov
- Infrastruktura a vytvořené prostředí
  - Těžba surovin, hydraulické štěpení
  - Energetický průmysl: spalování fosilních paliv na výrobu energie:
    - lodní, pozemní, letadlová doprava – environmentální dopady letectví
    - provoz budov (topení, chlazení)

## Následky
- Klimatické změny: globální oteplování, klimatická stagnace
- Znečištění fyzickým odpadem, světelné znečištění, hlukové znečištění
- Environmentální degradace: např. okyselování oceánů, eroze půdy, degradace půd, ztráta habitatu, ztráta biologické diverzity
  - Narušení koloběhu dusíku: vliv člověka na koloběh dusíku (viz biogeochemický cyklus)
  - Narušování koloběhu vody
- Hromadné vymírání druhů organizmů